# Neulußheim
Neulußheim é um município da Alemanha localizado no distrito de Rhein-Neckar-Kreis, região administrativa de Karlsruhe, estado da Baden-Württemberg, com cerca de 6.600 habitantes. Neulußheim faz parte da Região Metropolitana de Rhine-Neckar e situa-se no Planalto Superior do Reno.

## Economia e infra-estrutura

### Transporte
Neulußheim tem um ponto de interrupção na linha ferroviária de Karlsruhe-Mannheim. Da mesma forma, linhas de ônibus Heidelberg e Speyer Altlußheim-Walldorf para o local. Neulußheim é parte da área coletiva da associação de transportes Rhein-Neckar.
Há ligações diretas à rede de auto-estrada nacional através do B36 (Karlsruhe-Mannheim) e do B39 (Mannheim - Lahr / Schwarzwald). Para o norte, estende-se a A61 e ao leste do A6.

### Educação
Em Neulußheim há uma biblioteca pública, um primário e secundário com Werkrealschule e uma escola cristã livre com um primário e um Realschulzug. Para os moradores mais jovens alguma vez um, local, protestante, católico romano e Free Christian jardim de infância.